# دان هون بوروك
دان هونغ بوروك هو طبيب وعالم مناعة وعالم فيروسات أمريكي. يُعرف بعمله في مجال علم أمراض ومناعة العدوى الفيروسية وتطوير استراتيجيات اللقاح للأمراض المعدية العالمية. عُيّن مديرًا مؤسسًا لمركز أبحاث الفيروسات واللقاحات في مركز بيث إسرائيل ديكونيس الطبي، وهو عضوٌ مؤسسٌ وعضوٌ في اللجنة التوجيهية في معهد راجون. حاز على جوائز عالمية منها جائزة الملك فيصل العالمية في الطب سنة 2023.

## التعليم
حصل على درجة البكالوريوس في الكيمياء الحيوية من جامعة هارفارد بتقدير امتياز مع مرتبة الشرف في عام 1993. وفي عام 1995، حصل على درجة الدكتوراه في علم المناعة من جامعة أكسفورد كباحث مارشال. في عام 1999، حصل على درجة الدكتوراه في الطب من كلية الطب بجامعة هارفارد بتقدير امتياز مع مرتبة الشرف . أكمل تدريب الإقامة السريرية في الطب الباطني وتدريب الزمالة في الأمراض المعدية في مستشفى ماساتشوستس العام ومستشفى بريغهام والنساء في بوسطن.

## المسيرة الأكاديمية
باروخ هو أستاذ الطب وأستاذ علم المناعة في كلية الطب بجامعة هارفارد. في عام 2012، عُيّن مديرًا مؤسسًا لمركز أبحاث الفيروسات واللقاحات في مركز بيث إسرائيل ديكونيس الطبي في بوسطن. وهو أيضًا عضوٌ مؤسسٌ وعضو لجنة توجيهية في معهد راجون التابع لمستشفى ماساتشوستس العام، ومعهد ماساتشوستس للتكنولوجيا، وجامعة هارفارد. عُيّن أستاذًا للطب في ويليام بوسورث كاسل في كلية الطب بجامعة هارفارد في عام 2020.

## أبحاث كوفيد-19
في فبراير 2021، شارك باروش في تأليف ورقة بحثية حول كيفية توفير مستوى معين من الأجسام المضادة لـ COVID-19 حماية دائمة ضد الفيروس.

## الجمعيات والجوائز
في عام 2009، انتُخب لعضوية الجمعية الأمريكية للتحقيقات السريرية.
في عام 2013، أصبح عضوًا في جمعية الأطباء الأمريكيين.
في عام 2016، عُيّن باروش باحثًا فخريًا في مركز الأبحاث، في مركز المستشفى التابع لجامعة مونتريال وتم تسميته مواطن بوسطن لهذا العام من قبل مجلة بوسطن جلوب.
في عام 2017، تم تسمية باروش باحث العام من قبل جمعية ماساتشوستس للأبحاث الطبية وحصل على جائزة دريكسل في علم المناعة من كلية الطب بجامعة دريكسل.
في عام 2019، حصل باروش على جائزة أفضل فريق بحثي أكاديمي للتميز في صناعة اللقاحات في مؤتمر اللقاحات العالمي.
في عام 2020 تم انتخابه لعضوية الأكاديمية الوطنية للطب.[بحاجة لمصدر]
في عام 2021، حصل على جائزة جورج ليدلي عن عمله في إنشاء لقاح فيروس كورونا المستجد، وحصل على جائزة بوسطن للعام من صحيفة بوسطن جلوب.
في عام 2023، حصل على جائزة الملك فيصل للطب لعام 2023 بالاشتراك مع عالمة اللقاحات سارة جيلبرت.